# 厄里聖彼得
厄里聖彼得（匈牙利語：Őriszentpéter）是匈牙利沃什州的城鎮，位於該國西部，毗鄰與斯洛文尼亞接壤的邊境，距離焦爾160公里，面積36.56平方公里，海拔高度225米，2004年人口1,283。
46°50′20″N 16°25′16″E / 46.83889°N 16.42111°E